# Коровяк лекарственный
Коровя́к лека́рственный (лат. Verbáscum phlomoídes ) — двулетнее травянистое растение, вид рода Коровяк (Verbascum) семейства Норичниковые (Scrophulariaceae).
Русское народное название — вербожник.

## Ботаническое описание

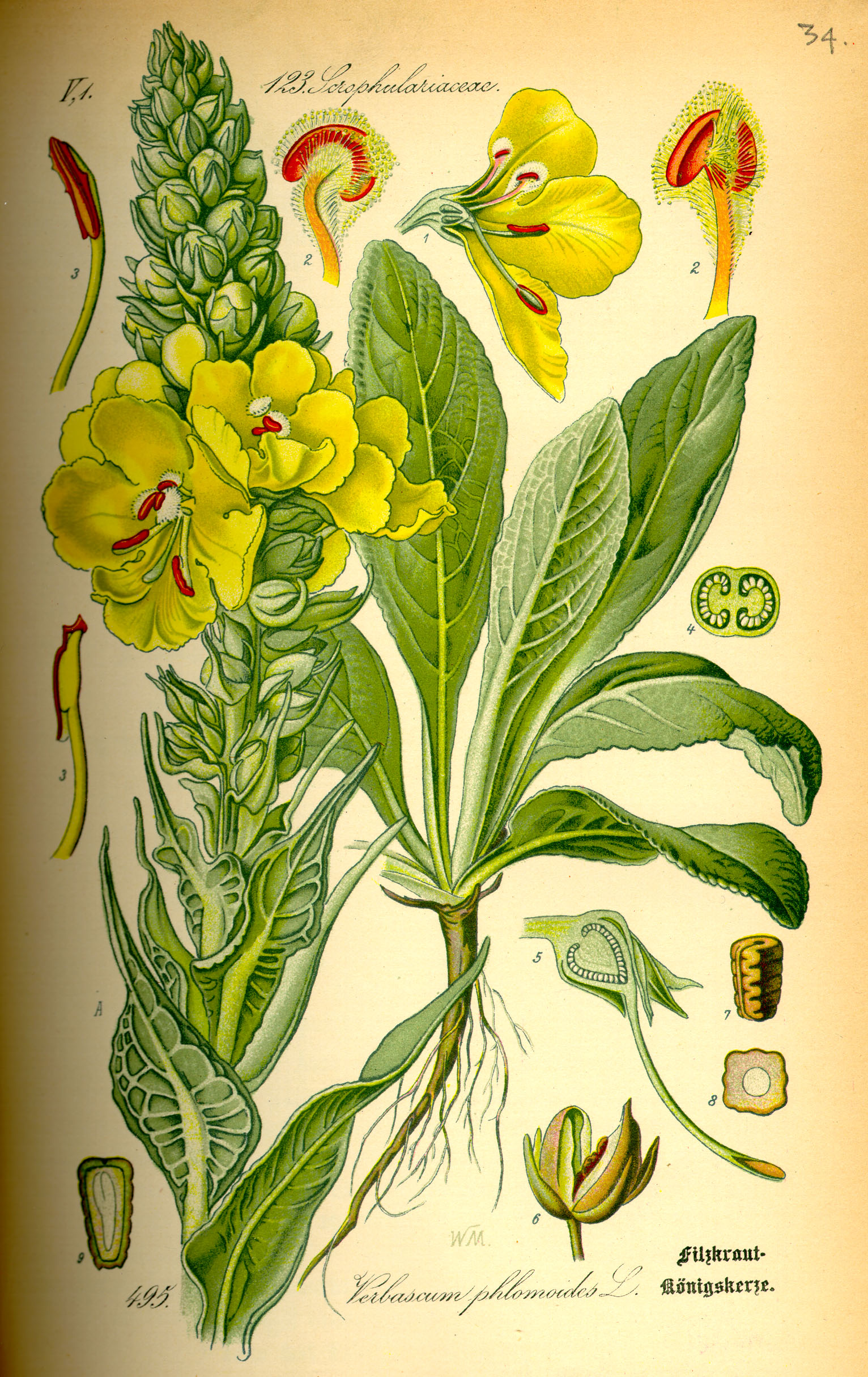

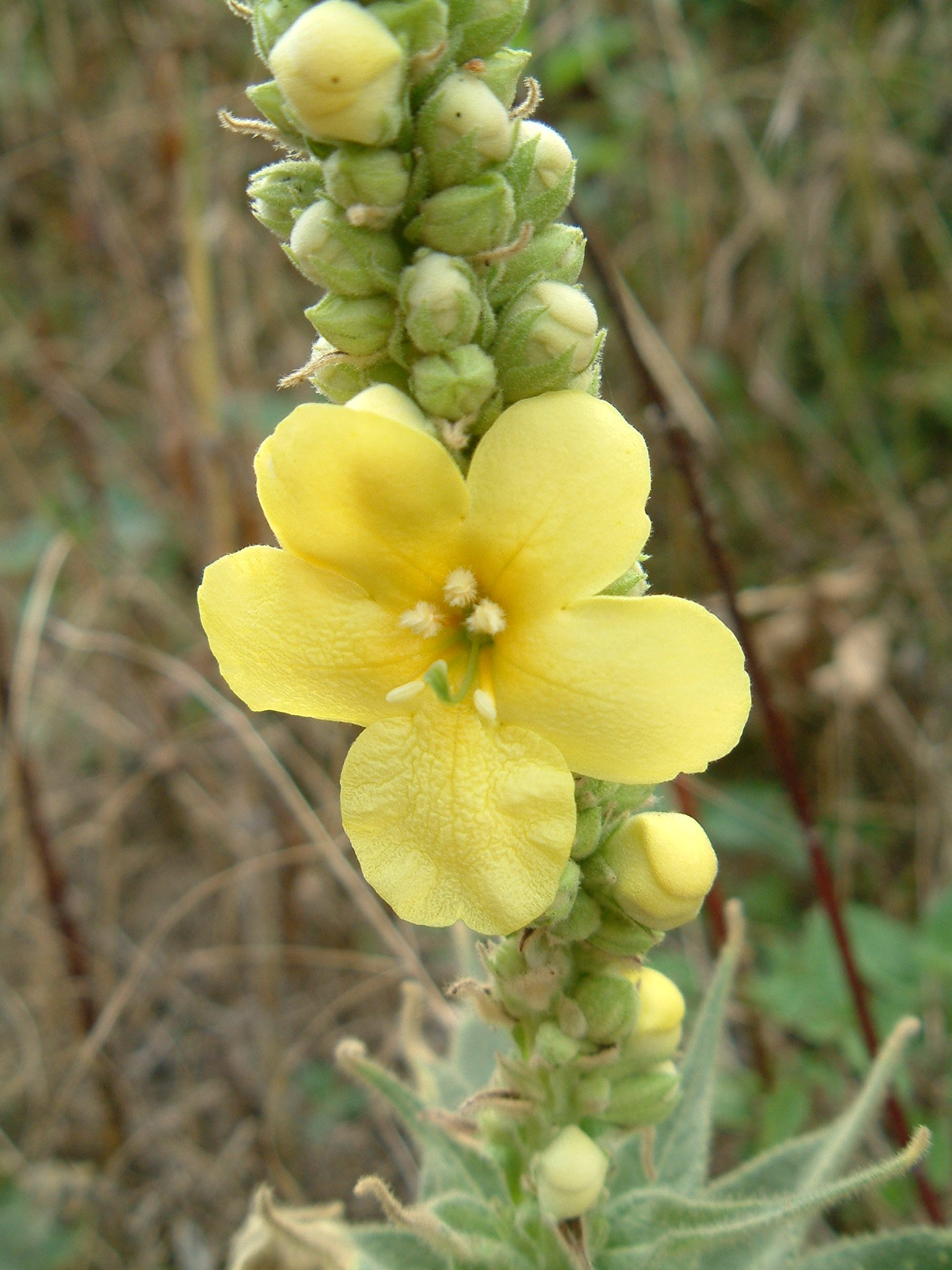
Соцветие

Стебель высотой 50—150 см, прямостоячий, цилиндрический, облиственный, густо покрытый сплошным, мягким, сероватым или желтоватым войлочным опушением, у верхушки стебель иногда ветвится.
Листья также покрыты густым войлочным опушением, сверху несколько менее густым. Прикорневые листья черешчатые; черешки приблизительно вдвое короче пластинки. Пластинки 15—25(35) см длиной, 4—10 см шириной, продолговато-эллиптические, туповатые, крупно- и тупогородчатые. Нижние стеблевые листья коротко черешчатые или сидячие, продолговатые или обратнояйцевидно-продолговатые. Средние стеблевые листья сидячие, яйцевидные, острые, при основании почти сердцевидные, большей частью с каждой стороны с ушком, иногда коротко низбегающие. Верхние листья широкояйцевидные, с остриём, при основании с ушками, иногда несколько низбегающими.
Соцветие — быть может густая, колосовидная кисть, нередко с боковыми ветвями. Цветки собраны по (3)4—8 в пучках. Нижние прицветники из сердцевидного основания широкояйцевидные или яйцевидно-треугольные, прочие прицветники яйцевидно-ланцетные; все прицветники вытянуты в остриё. Цветоносы не прирастающие к оси соцветия, цветоножка первого (нижнего) цветка в пучке толстоватая, равная чашечке или немного её короче, 4—9 мм длиной, при основании с двумя прицветниками; цветоножки остальных цветков более короткие. Чашечка почти до основания раздельная, доли её яйцевидно-ланцетные или ланцетные, острые или коротко заострённые. Венчик жёлтый, 35—55 мм в диаметре, плоский, большей частью без прозрачных точек, снаружи усаженный звездчатыми волосками. Две передние тычинки совершенно голые, три задние густо усажены желтоватыми сосочковидными волосками; пыльники двух передних тычинок вдвое короче своих нитей, длинно низбегающие. Столбик при основании слегка опушённый, кверху утолщающийся.
Коробочка широкоэллиптически-яйцевидная, 5—8 мм длиной, тупая или с едва заметным шипиком на верхушке.
Вид описан из Южной Европы.

## Распространение
Европа: Австрия, Чехословакия, Германия, Венгрия, Польша, Швейцария, Албания, Болгария, Югославия, Греция, Италия (включая Сардинию и Сицилию), Румыния, Франция (включая Корсику), Португалия, Испания; Европейская часть бывшего СССР: Белоруссия, Молдавия, Европейская часть России, Украина (включая Крым), Кавказ (Армения, Азербайджан, Грузия, Дагестан, Предкавказье), Западная Сибирь, Казахстан (Прибалхашье); Азия: Турция.
Растёт на склонах преимущественно песчаных холмов, в степи, среди кустарников, по долинам рек, также на сорных местах.

## Химический состав
Венчики цветков содержат следы эфирного масла, жиры, свободные кислоты (яблочную и фосфорную), слизь, жёлтый пигмент, уксуснокислый калий и другие соли.